# Agregacijsko stanje
Agregacijsko stanje jedno je od nekoliko oblika postojanja tvari koji se odlikuju različitim kvalitativnim svojstvima i ovise o temperaturi i tlaku. Agregacijsko stanje je stanje mnoštva atoma ili molekula tvari i ovisi o jačini privlačnih sila među njima. Nepreporučen ali čest naziv je i agregatno stanje. Posebno kada se razmatraju prijelazi između različitih agregacijskih stanja iste tvari govori se i o fazi i faznim prijelazima.
Svakodnevna su tri osnovna stanja u kojima se pojavljuju tvari: čvrsto stanje (volumen i oblik gotovo stalni, sastavne čestice vrlo ograničene u kretanju), tekuće stanje (volumen stalan, oblikom se prilagođava spremniku, sastavne čestice u bliskom su kontaktu ali se slobodno kreću) i plinovito stanje (popunjava volumen posude u kojoj se nalazi, sastavne čestice međusobno dosta udaljene i slobodno se kreću). Većina se tvari, ovisno o uvjetima, može pojavljivati u svim trima stanjima. Tako voda, ovisno o tlaku i temperaturi, može biti, pored tekućega, i u čvrstom (led) i u plinovitom stanju (para) (v. fazni dijagram). Plazma je manje poznata faza tvari s kojom se svakodnevno susrećemo u plamenu i munjama, a odlikuju je ionizirane sastavne čestice tvari i električna vodljivost. Plazmu se često naziva četvrtim stanjem tvari.
S mikroskopskog stajališta agregacijska stanja mogu se razlikovati prema uređenosti atoma odnosno molekula. Plinovito stanje odlikuje odsutnost bilo kakva reda dok kod kristala postoji uređenost duga dosega. Tekućine predstavljaju stanje između plinovitoga i kristaliničnoga; uređenost je ograničena dosega. Amorfne tvari (na primjer staklo), iako čvrste, imaju uređenost kratka dosega pa se mogu smatrati pothlađenim tekućinama odnosno tekućinama s vrlo velikom viskoznošću. Stanje označeno kao tekući kristal ima neke značajke kristala a neke tekućina, ali općenito ima posebna svojstva. Neka stanja tvari postoje samo u ekstremnim uvjetima: na vrlo niskim temperaturama pojavljuju se Bose-Einsteinovi kondenzati, na velikim gustoćama degenerirana neutronska materija, na vrlo visokim energijama odnosno temperaturama kvark-gluonska plazma. U posljednje se doba nakupine (grozdovi) atoma ili molekula smatraju posebnim stanjem tvari jer se ponašaju različito i od krutih tijela i od pojedinačnih atoma ili molekula.

## Klasična fizika
Klasična fizika poznaje tri agregacijska stanja:
- Kruta tvar ili krutina (S) - Udaljenosti između čestica vrlo male. Nestlačive. Velika gustoća čestica, jake privlačne sile, čestice titraju samo oko središnjeg položaja ne napuštajući geometrijski oblik. Stalan obliki stalna struktura.
- Kapljevita tvar ili kapljevina, bolje poznata kao tekućina (L) - Između čestica slabija privlačnost. Nestlačive. Veće i udaljenosti između čestica. Nemaju stalan oblik i volumen. (Anomalija vode). Čestice se relativno slobodno gibaju i poprimaju oblik posude u kojoj se nalaze.
- Plinovita tvar ili plin (G) - Velika udaljenost među česticama. Skoro nikakva privlačna sila. Čestice se slobodno gibaju. Nemaju uređenu strukturu. Plinovi su stlačivi i volumen im ovisi o, i uz utjecaj temperature i tlaka. Bilo kakva posuda se brzo ispunjava plinom. Položaj čestica brzo se mijenja u svim smjerovima u prostoru.

### Krutine ili čvrste tvari
Krutine ili čvrste tvari su kemijske tvari (supstancije) stalnog oblika i obujma (volumena). Čine ju čestice međusobno tako povezane da jedna u odnosu prema drugoj ne može mijenjati svoj položaj. Zato tvar u čvrstom agregacijskom stanju (za razliku od tekućega i plinovitoga) pruža otpor svakomu pokušaju promjene oblika i volumena. Sve tvari u određenim uvjetima (na određenoj temperaturi i pod određenim tlakom) mogu prijeći u čvrsto stanje. 
Čvrste tvari mogu biti kristalne i amorfne. Kristalne tvari prelaze u tekućine na određenoj temperaturi (talište), a amorfne se povišenjem temperature postupno smekšavaju i tale. Prema rasporedu čestica od kojih su građene, čvrste tvari mogu imati ionsku, atomsku, molekularnu i metalnu strukturu (kemijske veze). Proučavanjem čvrstoga stanja tvari bavi se fizika čvrstog stanja, kojoj pripadaju kristalografija, teorije strukture metala, slitina, ionskih kristala.

### Tekućine ili kapljevine
Tekućine ili kapljevine su tvari u agregacijskom stanju koje se odlikuje lakom promjenom oblika uz istodobnu, gotovo potpunu, nestlačivost. Poprima oblik posude u kojoj se nalazi, ali ju ne ispunja u cijelosti (kao plin), već oblikuje svoju slobodnu površinu okomitu na smjer vanjskih sila. Posljedica je to strukture u kojoj se molekule tekućine nalaze na stalnim međusobnim razmacima, ali nemaju stalan položaj. Unutarnji tlak nastaje zbog djelovanja privlačnih sila među molekulama, sprječava razdvajanje molekula i omogućuje postojanost volumena.

### Plinovi
Plin je tvar u plinovitom agregacijskom stanju u kojem ne pokazuje nikakvu strukturnu uređenost i nema određen oblik ni volumen, nego uvijek ispunjava sav prostor u kojem se nalazi. U kinetičkoj teoriji plinova razmatra se kao temeljni pojam idealni plin, za koji bi pod bilo kojim uvjetima vrijedila plinska jednadžba, koja zapravo izriče zakon očuvanja energije, a objedinjuje sva tri plinska zakona:
{\displaystyle p\cdot V=n\cdot R\cdot T\,}
gdje je: p - tlak (koji nastaje gibanjem molekula, a očituje se silom na površinu stijenki posude), V - volumen, n - broj molova ili množina tvari, R - plinska konstanta, a T - apsolutna temperatura. Stanje idealnoga plina materija poprima na vrlo visokim temperaturama i pri niskim tlakovima, dok se za realne plinove rabe jednadžbe koje uključuju korektivne elemente za pojedine plinove, jer međudjelovanje molekula plina ovisi o masi molekula, gustoći plina, pa time i o tlaku, te o brzini gibanja, a time i o temperaturi, te o privlačnim silama među molekulama plina. Što je temperatura niža, a tlak viši, to više djeluju privlačne sile među molekulama plina, i to veći dio od cijeloga zauzetog prostora čini vlastiti obujam molekula. Pod dovoljno visokim tlakom i ispod kritične temperature (kritične veličine), plin se može dovesti u takvo stanje da hlađenjem prijeđe u kapljevinu na niskome tlaku, a da se ne može reći u kojem je trenutku prešao iz plinovitog u tekuće stanje. Zbog toga se ta dva stanja zajedno nazivaju fluidnima, za razliku od čvrstoga. Iznad kritične temperature plinovi se ne pokoravaju jednadžbi stanja idealnih plinova (realni plinovi), a ispod kritične temperature plin se pod dovoljno visokim tlakom (u tom stanju naziva se parom) može kondenzirati u tekućinu.

### Plazma
Plazma (engl. plasma, prema grč. πλάσμα: oblikovanje, tvorba) je stanje potpuno ionizirane tvari. Godine 1800. Humphry Davy u Engleskoj i Vasilij Vladimirovič Petrov u Rusiji opazili su električno izbijanje u zraku kada se dva komada ugljena, spojena na polove baterije, dovedu blizu i zatim razmaknu (električni luk). Michael Faraday je (1831.) ispitivao izbijanje u plinovima pri niskome tlaku i ustanovio niz svijetlih i tamnih područja, te tako zapravo prvi proučavao tada nepoznato stanje tvari – plazmu. Plin u cijevi s paralelnim elektrodama pokazuje, pri dovoljno visoku naponu na elektrodama, izbijanje praćeno svjetlosnim pojavama, takozvano tinjajuće izbijanje. Plazma zauzima ono područje cijevi u kojem nastupa tinjajuće izbijanje i koje sadržava vrlo velik i jednak broj pozitivnih iona i slobodnih elektrona pa je ukupno električki neutralno. Kako je sastavljena od jednakoga broja električki pozitivnih i negativnih čestica, plazma pokazuje niz svojstava koja se ne susreću kod običnih plinova. Ako su linearne dimenzije plazme veće od udaljenosti na kojoj djeluju sile među česticama, plazma djeluje prema vanjskim silama kao jedinstveno tijelo, a ne kao skup čestica. U tom smislu plazma sliči fluidu i zato se često naziva i četvrtim agregacijskim stanjem. Makroskopska obilježja plazme, u kojima se odrazuju kolektivna svojstva plazme kao fluida (električna vodljivost, rasprostiranje valova, stabilnost prema poremećajima i tako dalje), proučava magnetohidrodinamika. Ionizacijska ravnoteža plazme uspostavlja se složenim međudjelovanjem elementarnih procesa koji se zbivaju u plazmi, a u jednostavnim slučajevima ovisi samo o temperaturi (Meghnad Saha). Ovisnost specifičnoga toplinskoga kapaciteta o temperaturi plazme razlikuje se od one za preostala agregacijska stanja i pokazuje niz maksimuma koji odgovaraju pojavi jednostruke, dvostruke i višestrukih ionizacija. Sam naziv plazma uveo je 1923. Irving Langmuir u svojim istraživanjima ioniziranih plinova.

### Nakupine
Nakupine su posebno stanje tvari koje čine grozdovi atoma ili molekula. Takva stanja postižu se modernim laserskim tehnikama, koje su omogućile i stvaranje novih oblika tvari i spojeva. Prije razvoja modernih tehnika bio je poznat malen broj tvari svojstava sličnih nakupinama, na primjer plastični sumpor u obliku lanaca sumpornih atoma međusobno povezanih jakim jednostrukim kovalentnim vezama.

## Fazni prijelazi
Fazni prijelazi su promjene stanja pojedine faze (elementarne, spoja, eutektičke smjese, peritektičkog spoja i slično) pri promjeni temperature. Razlikuju se fazni prijelazi I. vrste, kod kojih su u stanju ravnoteže slobodne entalpije u obje faze jednake po vrijednosti, ali se pritom entropija i volumen skokovito mijenjaju, i fazni prijelazi II. vrste, kod kojih se u stanju ravnoteže ne mijenjaju ni entalpija, ni entropija, ni volumen. U fazne prijelaze I. vrste spadaju na primjer taljenje, isparavanje i sublimacija, a u fazne prijelaze II. vrste prijelazi kod kojih na primjer tvari gube feromagnetička svojstva (Curiejeva temperatura), pojava supravodljivosti, procesi razlaganja i stvaranja međumetalnih spojeva u čvrstoj fazi i tako dalje.